# Trunowskoje (Kraj Stawropolski)
Trunowskoje (ros. Труновское) – wieś w Rosji, w Kraju Stawropolskim, w rejonie trunowskim. W 2021 liczyła 6227 mieszkańców.